# Bogdan Vodă
Bogdan Vodă es una comuna ubicada en el distrito de Maramureș, Rumania.

## Superficie
Cuenta con una superficie de 33,85 kilómetros cuadrados.

## Demografía
Hasta 2021 la población era de 2619 habitantes, con una densidad de población de 77,37 habitantes por kilómetro cuadrado.